# The Shukar Collective Project
The Shukar Collective Project este un film românesc din 2010 regizat de Matei Alexandru Mocanu. Rolurile principale au fost interpretate de actorii Cristian Busuioc, Dan Handrabur, Petrică Panciu.

## Distribuție
Distribuția filmului este alcătuită din:
- Petrică Panciu
- Dan Handrabur
- Cristian Busuioc